# 小行星1017
小行星1017（1017 Jacqueline）是一颗围绕太阳公转的小行星。
該小行星以法國物理學家傑奎琳·扎多克-卡恩·艾森曼命名。

## 参数
这颗小行星的绝对星等为10.90等，自转周期为7.87小时。